# Plaridel (Quezon)
Plaridel est une municipalité de la province de Quezon, aux Philippines.